# Ся Шэнжун
Ся Шэнжун (род. 24 ноября 1994 года) — китайский хоккеист, вратарь. Игрок сборной Китая.

## Карьера
Воспитанник хоккейной школы клуба «Харбин». С сезона 2009/10 привлекался в китайские сборные различных возрастных категорий.
Участвовал в юниорском чемпионате мира 2010 года в третьем дивизионе, где китайские юниоры победили и получили путёвку во второй дивизион.
На следующем чемпионате во втором дивизионе группы В китайские юниоры, ворота которых защищал Ся Шэнжун были лишь пятыми.
В том же сезоне Шэнжун начинает выступать за молодёжную (U20) сборную. Но выступление на молодёжном чемпионате мира (D2) 2011 года было не удачным и китайская молодёжь вылетела в дивизион D3.
В 2012 году на юниорском чемпионате (D2-B) юниорская сборная выбыла в третий дивизион, а молодёжная сборная в третьем дивизионе стала второй.
В 2013 году молодёжная(U20) сборная выиграла первенство в третьем дивизионе и получила путёвку во второй дивизион, сам же Ся Шэнжун был признан лучшим вратарём турнира и лучшим игроком китайской сборной. Во многом благодаря этому Ся Шэнжун получает приглашение в национальную сборную Китая. Дебют состоялся на чемпионате мира (D2-B) 2013 года.
На молодёжном чемпионате мира 2014 года китайская молодёжка снова оказалась последней и вернулась в третий дивизион. А национальная сборная Китая на турнире во втором дивизионе занял 4 место и сохранил своё место в дивизионе.
На чемпионате мира 2015 года во втором дивизионе провёл лишь одну игру.
На чемпионате мира 2016 года во втором дивизионе провёл пять игр. Показав коэффициент надёжности 0,898, не смог помочь сборной остаться в дивизионе D2-A и китайская сборная выбыла в дивизион D2-B.
С образованием китайского клуба КХЛ — «Куньлунь Ред Стар» — стал его игроком, но не играл ни в основной команде, ни за фарм-клуб «Ценг Тоу». С 2019 года играет за клуб «Чайна Голден Дрэгон», играющий во Второй чешской хоккейной лиге.